# Двухголовая змея
Двухголовая змея — скульптура ацтеков, изображающая змею с двумя головами и состоящая преимущественно из кусочков бирюзы, прикреплённых к деревянной основе. Она датируется временами ацтекской Мексики и могла носиться или выставляться на религиозных церемониях. Мозаичное украшение скульптуры создано из кусочков бирюзы, раковины колючей устрицы и обычной раковины. Ныне эта скульптура хранится в Британском музее.

## Описание

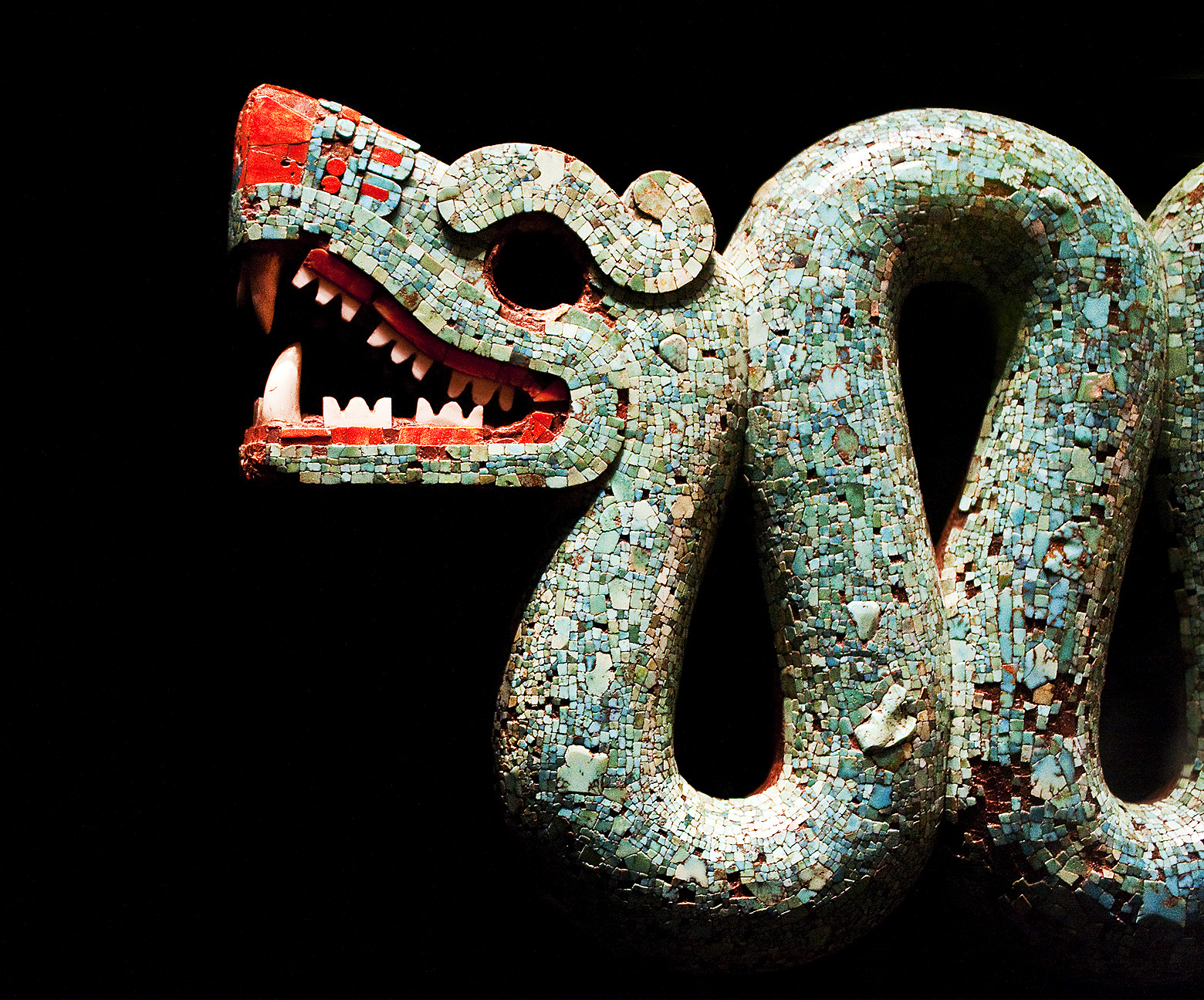
Одна из голов скульптуры

Скульптура представляет собой извивающуюся волнами змею с головами по бокам. В её основе лежит цельный массив кедрового дерева (Cedrela odorata). Задняя сторона выдолблена, возможно, для облегчения веса всей скульптуры. Когда-то она была позолоченной, а ныне представляет собой лишь гладкую поверхность с головами по обеим сторонам в качестве единственного украшения. Передняя часть двуглавой змеи покрыта мозаикой из бирюзы с акцентом на красную колючую устрицу. Бирюзовые камни были расщеплены на маленькие плоские кусочки мозаики и приклеены к деревянной основе сосновой смолой. Благодаря использованию около 2000 маленьких кусочков создаётся иллюзия огранённой криволинейной поверхности. Бирюзу дробили и шлифовали с помощью каменных инструментов. Часть её была привезена в Мезоамерику с территории, находящейся примерно в 1600 км к северо-западу — из региона Четырёх Углов в Оазисамерике, где добывали камень предки народа пуэбло.
В головах есть отверстия для глаз, а в оставшихся следах пчелиного воска и смолы могли когда-то находиться предметы, изображающие глаза, возможно, шары из железного колчедана («золота дураков»). Красные и белые детали на голове, ярко контрастирующие друг с другом, выполнены соответственно из раковин устрицы и моллюска Клей, использованный для крепления раковины Spondylus princeps был искусно окрашен красным оксидом железа (гематитом). Белая раковина, из которой изготовлены зубы, происходит от съедобного королевского стромбуса.

## История
Неизвестно, как точно эта скульптура покинула территорию Мексики. Возможно, она была среди добычи, полученной конкистадором Эрнаном Кортесом во время его покорения внутренней части Мексики. Кортес высадился на побережье современной Мексики в 1519 году и после череды сражений вошёл в столицу ацтеков 8 ноября того же года, где был встречен с почестями со стороны ацтекского правителя Монтесумы II. Согласно некоторым источникам, Монтесума уверовал в то, что Кортес являлся божественным пернатым змеем Кетцалькоатлем, и отнёсся к нему подобающе. Однако такие учёные, как Мэтью Рестолл, утверждают, что это утверждение является испанской выдумкой, использовавшейся в пропагандистских целях.
Так или иначе, Кортес получил некоторое число ценных даров, в том числе и бирюзовые скульптуры, среди которых, возможно, была и эта змея. Несмотря на подарки и мирный приём, Монтесума был взят в плен Кортесом, а его войска к 1521 году заняли столицу Монтесумы — Теночтитлан.
В 1520-х годах сокровища Кортеса прибыли в Европу, где вызвали большой интерес. Вероятно, значительная часть бирюзовых мозаик была разобрана на детали в ювелирных магазинах Флоренции, из которых потом готовили более современные изделия. Искусствовед Нил Макгрегор считает, что благодаря банкиру и коллекционеру Генри Кристи подобные артефакты оказались в Британском музее. Как двуглавый змей попал в коллекцию Британского музея, тем не менее, неизвестно.

## Значение
Двуглавый змей — одна из девяти мексиканских бирюзовых мозаик, хранящихся в Британском музее. Предположительно, в Европе насчитывается всего 25 подобных артефактов.
Согласно многих теориям изображений змей имеют символическое значение. Так, по одной из таких теорий, змея служила символом возрождения из-за её способности сбрасывать старую кожу и таким образом возрождаться. Согласно другой версии, две головы могли означать соответственно землю и подземный мир. Змея занимала важное место среди божественных существ, которым поклонялись. Пернатый бог-змей Кетцалькоатль, покровитель жрецов и символ смерти и воскресения, имел важное значение в религии миштеков. Другие боги также имели змеиные черты. И зелёный цвет, и змеи символизировали плодородие земли, обеспечение которого лежало в основе большинства ацтекских церемоний. Бирюза вызывала новый рост, воду и перья птицы кецаль, которые жрецы носили во время церемоний. Ярко-бирюзовая кожа и открытая пасть должны были одновременно производить впечатление и пугать смотрящих на скульптуру.
Самыми искусными мастерами бирюзовой мозаики были, однако, не ацтеки, а миштеки. В период расцвета империи ацтеков многие города миштеков попали под власть ацтеков и должны были платить дань императору, в том числе золотом и бирюзой. Эта змея могла быть преподнесена в качестве ценной дани грозным ацтекам.

## «История мира в 100 предметах»
Об этой скульптуре рассказывается в серии радиопередач «История мира в 100 предметах» (англ. A History of the World in 100 Objects), выпускавшихся с 2010 года BBC в сотрудничестве с Британским музеем.